# Бурмаков, Иван Дмитриевич
Ива́н Дми́триевич Бурмаков (11 ноября 1899, Погорельцы, Сосницкий уезд, Черниговская губерния — 16 июня 1973, Одесса, Одесская область) — советский военачальник, Герой Советского Союза (19 апреля 1945), генерал-лейтенант (31 мая 1954).

## Биография
Иван Бурмаков родился 11 ноября 1899 года в селе Погорельцы (ныне — Семёновский район Черниговской области Украины) в семье крестьянина.
До службы в армии Бурмаков работал в корзиночных мастерских в селах Топалевка и Погорельцы Черниговской губернии.

### Военная служба

#### Гражданская война
В октябре 1918 года он добровольно вступил в 4-й Нежинский полк 1-й Украинской повстанческой дивизии (с декабря — 1-й Украинской советской). Участвовал с ним в боях с петлюровцами под Черниговом, Нежином, Киевом, Фастовом, Бердичевом, Винницей и Жмеринкой. В сентябре 1918 года, после слияния 1-й Украинской советской дивизии с 44-й стрелковой, продолжил службу в 388-й стрелковом полку. В его составе красноармейцем и командиром пулемёта воевал с деникинскими войсками в Киевской, Черниговской и Подольской губерниях, а также против белополяков под Мозырем, Коростенем и Овручем. В 1920 году вступил в РКП(б).

#### Межвоенные годы
В апреле 1921 года Бурмаков был направлен на учёбу во 2-ю Киевскую школу червонных старшин. После её расформирования в сентябре 1922 года переведён в 5-ю Харьковскую объединённую школу червонных старшин им. ВУЦИК. В сентябре 1924 года завершил обучение и был направлен в 300-й стрелковый полк 100-й стрелковой дивизии УВО, где проходил службу командиром взвода и роты, врид командира и начальником штаба батальона, врид помощника начальника штаба полка. В марте 1932 года переведён в СибВО в Томск на должность помощника начальника 1-й (оперативной) части штаба 78-й стрелковой дивизии. С мая 1933 года был начальником штаба и врид командира 18-го отдельного стрелкового батальона в Бийск. В ноябре 1934 года назначен начальником штаба 213-го стрелкового полка 78-й стрелковой дивизии. С сентября 1937 года последовательно командовал 213-м и 232-м стрелковыми полками. В августе 1939 года переведен начальником штаба 102-й стрелковой дивизии в г. Канск Красноярского края. В январе 1940 года на её базе было сформировано Канское пехотное училище, а полковник Бурмаков утвержден в нём пом. начальника по учебно-строевой части. С ноября исполнял должность зам. начальника училища по строевой части. Зимой 1940—1941 годов оно было переведено в Кемерово и переименовано в Кемеровского военно-пехотного училища.

#### Великая Отечественная война
С началом Великой Отечественной войны Бурмаков продолжал служить в том же училище зам. начальника и врид начальника училища. В конце декабря 1941 года он назначается начальником штаба формируемой в Красноярске стрелковой дивизии.
В марте 1942 года её формирование было отменено, а Бурмаков отозван в ГУК НКО и в апреле направлен на формирование 5-й истребительной бригады в пос. Алабино под Москвой. В июле он назначается командиром 38-й мотострелковой бригады Сталинградского ВО. С 6 августа воевал с ней в составе 64-й и 62-й армий на Сталинградском и Донском фронтах. Именно бойцы его бригады пленили командующего окруженной в Сталинграде 6-й немецкой армии генерал-фельдмаршала Паулюса в подвале городского универмага 31 января 1943 года, о чём Бурмаков подробно рассказал сотрудникам Комиссии по истории Великой Отечественной войны (запись рассказа найдена в архиве и впервые опубликована только в 2018 году).
За боевые отличия в Сталинградской битве она была преобразована в 7-ю гвардейскую мотострелковую Сталинградскую бригаду, а Бурмаков Указом ПВС СССР от 1 апреля 1943 года награждён орденом Ленина.
В конце апреля — начале мая 1943 года бригада была направлена на переформирование в Туле, а Бурмаков отозван в ГУК и направлен на учёбу в Высшую военную академию им. К. Е. Ворошилова.
В апреле 1944 года окончил её ускоренный курс и в начале мая был назначен зам. командира 16-го гвардейского стрелкового корпуса 11-й гвардейской армии 3-го Белорусского фронта. В его составе участвовал в Минской и Вильнюсской операциях. В ходе последней 10 июля по приказу командира корпуса принял командование 31-й гвардейской стрелковой Витебской дивизией 11-й гвардейской армии 3-го Белорусского фронта. За отличия при освобождении г. Молодечно дивизия была награждена орденом Красного Знамени (23 июля 1944), а за форсирование реки Неман у города Алитус — орденом Суворова 2-й степени (12 августа 1944). 18 октября дивизия вступила в Восточную Пруссию. Указом ПВС СССР от 15 ноября 1944 года она была награждена орденом Ленина.
С января 1945 года её части успешно действовали в Восточно-Прусской наступательной операции. С февраля 1945 года они участвовали в разгроме земландской группировки войск противника и овладении военно-морской базой Пиллау (Балтийск). 6 апреля дивизия при штурме Кенигсберга в первый же день наступления прорвала оборону немцев в юго-западной части города. К исходу второго дня она вышла к реке Прегель, форсировала её и захватила плацдарм на противоположном берегу. В ходе боя её части захватили и уничтожили большое количество солдат и офицеров, 96 полевых орудий, 18 танков и самоходных орудий, много различных складов и военного имущества.
Указом Президиума Верховного Совета СССР от 19 апреля 1945 года за «успешное проведение операции на Инстербургском плацдарме, форсирование реки Прегель и штурм города Кенигсберга» гвардии генерал-майор Иван Бурмаков был удостоен высокого звания Героя Советского Союза с вручением ордена Ленина и медали «Золотая Звезда» за номером 5034.
За время войны комдив Бурмаков был пять раз упомянут в благодарственных в приказах Верховного Главнокомандующего.

### Послевоенная карьера
После войны генерал-майор Бурмаков продолжал командовать 31-й гвардейской стрелковой дивизией в Особом, а с марта 1946 года — Прибалтийском военных округах. В декабре 1945 года она была переформирована в 29-ю гвардейскую механизированную Витебскую ордена Ленина Краснознамённую ордена Суворова дивизию, а генерал-майор Бурмаков утверждён её командиром. В январе 1948 года был переведён в ГСОВГ командиром 21-й гвардейской механизированной Новобугской Краснознаменной ордена Богдана Хмельницкого дивизии. С июня 1950 года по июль 1951 года проходил подготовку на ВАК при Высшей военной академии им. К. Е. Ворошилова, затем был назначен начальником Одесского Краснознамённого пехотного училища им. К. Е. Ворошилова. С января 1954 года командовал 52-м стрелковым корпусом ОдВО в Первомайске.
30 апреля 1955 года генерал-лейтенант Бурмаков был уволен в запас. Проживал и работал в Одессе.
Умер 16 июня 1973 года в Одессе. Похоронен на Втором христианском кладбище.

## Награды
- Медаль «Золотая Звезда» Героя Советского Союза № 5034 (19 апреля 1945)[6].
- три ордена Ленина (1 апреля 1943[7], 21 февраля 1945[8], 19 апреля 1945[6])
- три ордена Красного Знамени (24 сентября 1944[9], 3 ноября 1944[8], 20 июня 1949[8])
- медали в том числе:
  - «XX лет Рабоче-Крестьянской Красной Армии» (1938)
  - «За оборону Сталинграда» (1943)
  - «За Победу над Германией в Великой Отечественной войне 1941—1945 гг.» (1945)
  - «За взятие Кенигсберга» (1945)

Приказы (благодарности) Верховного Главнокомандующего в которых отмечен И. Д. Бурмаков.
- За форсирование реки Неман, прорыв сильно укрепленной обороны противника на западном берегу и овладение городом и крупной железнодорожной станцией Мариамполь, а также важными узлами коммуникаций Пильвишки, Шостаков, Сейны. 31 июля 1944 года № 160.
- За овладение мощными опорными пунктами обороны противника — Ширвиндт, Наумиестис (Владиславов), Виллюнен, Вирбалис (Вержболово), Кибартай (Кибарты), Эйдткунен, Шталлупенен, Миллюнен, Вальтеркемен, Пиллюпенен, Виштынец, Мелькемен, Роминтен, Гросс Роминтен, Вижайны, Шитткемен, Пшеросьль, Гольдап, Филипув, Сувалки на территории Восточной Пруссии. 23 октября 1944 года № 203.
- За овладение штурмом в Восточной Пруссии городом Инстербург — важным узлом коммуникаций и мощным укрепленным районом обороны немцев на путях к Кенигсбергу. 22 января 1945 года. № 240.
- За завершение разгрома кёнигсбергской группы немецких войск и овладение штурмом крепостью и главным городом Восточной Пруссии Кенигсберг — стратегически важным узлом обороны немцев на Балтийском море. 9 апреля 1945 года. № 333.
- За овладение последним опорным пунктом обороны немцев на Земландском полуострове городом и крепостью Пиллау — крупным портом и военно-морской базой немцев на Балтийском море. 25 апреля 1945 года. № 343.

## Память

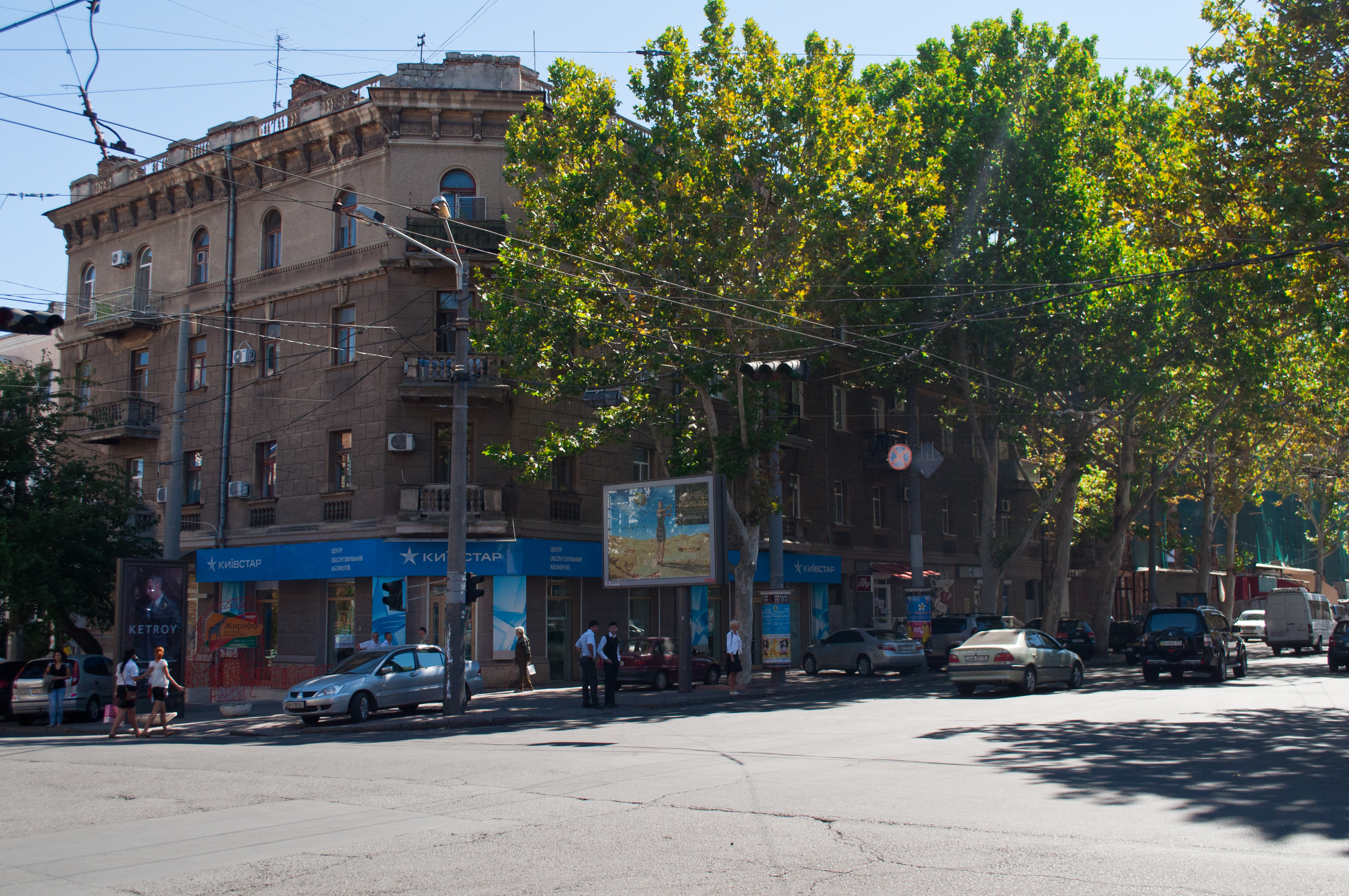
Дом, в котором жил И. Д. Бурмаков

- На доме по улице Бунина, 21 (со стороны улицы Ришельевской), где с 1951 по 1973 год проживал генерал-лейтенант И. Д. Бурмаков, установлена мемориальная доска
- Указанный дом признан памятником истории[10].